# Dryopsophus phyllochrous
Espèce
Synonymes
- Hyla phyllochroa Günther, 1863
- Litoria phyllochroa (Günther, 1863)

Statut de conservation UICN

 LC  : Préoccupation mineure
Dryopsophus phyllochrous est une espèce d'amphibiens de la famille des Pelodryadidae.

## Répartition

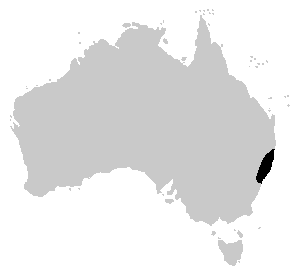
Distribution de Dryopsophus phyllochrous

Cette espèce est endémique des régions côtières de l'Est de l'Australie. Elle se rencontre à partir de la rivière Wollondilly en Nouvelle-Galles du Sud jusqu'au Sud-Est du Queensland, avec une population isolée dans le parc national de Kroombit Tops dans l'État du Victoria,.

## Habitat
L'espèce est rencontrée proche des ruisseaux de la forêt tropicale humide le long des côtes.

## Description
Les mâles mesurent de 27 à 32 mm et les femelles de 30 à 41 mm.

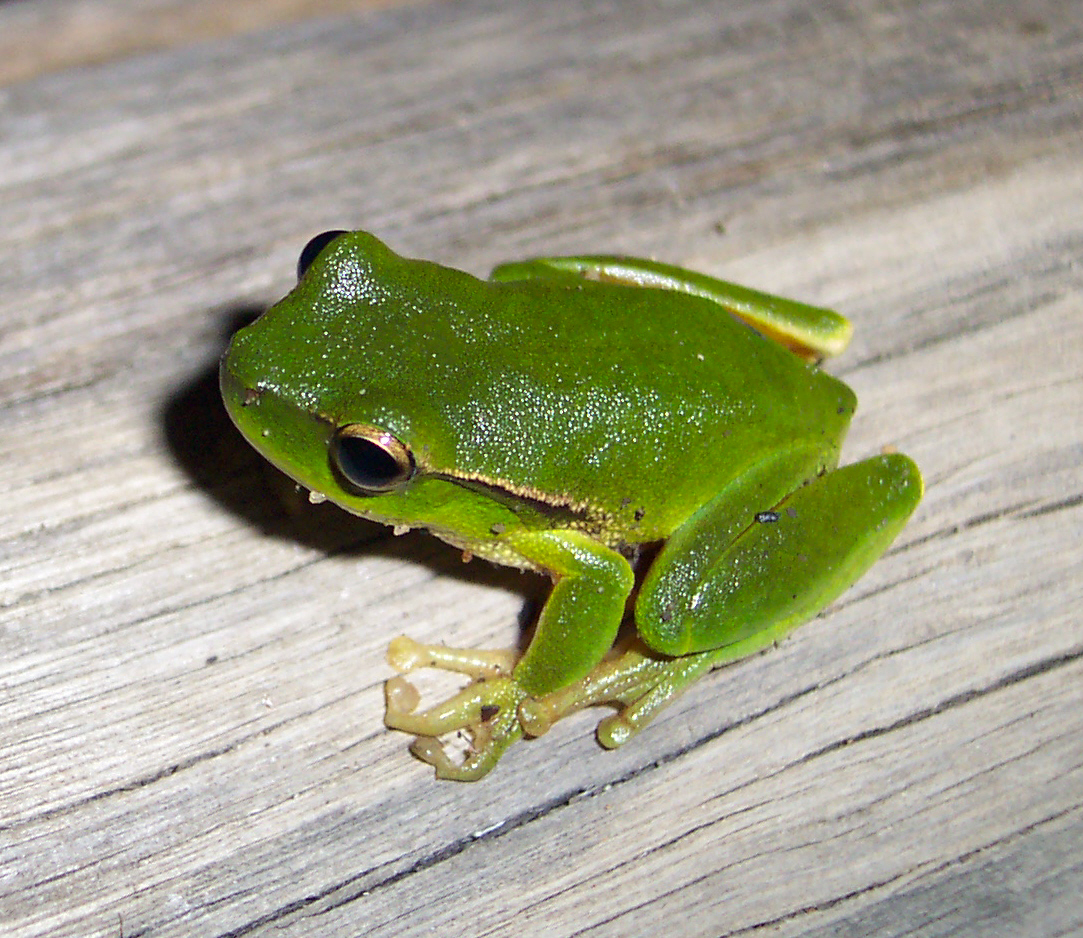
Dryopsophus phyllochrous

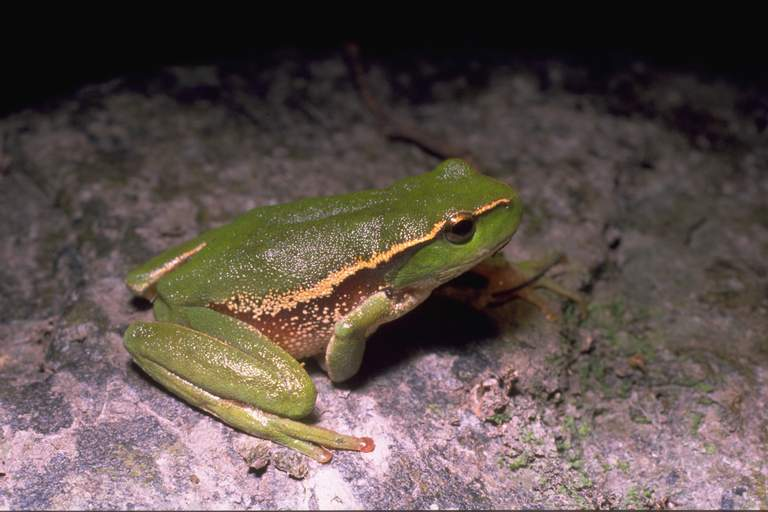
Dryopsophus phyllochrous

Il s'agit d'une petite espèce de grenouille arboricole. Leur couleur va de vert pale à vert olive, et brun sur la surface dorsale. Le ventre est blanc.

## Publication originale
- Günther, 1863 : Observations on Australian tree-frogs living in the Society's Menageria. Proceedings of the Zoological Society of London, vol. 1863, p. 249-251 (texte intégral).